# جان لارنس
جان لارنس (انگلیسی: John Lawrence؛ ۴ مارس ۱۸۱۱ اولستر – ۲۷ ژوئن ۱۸۷۹ لندن) با نام کامل «جان لِرد مِر لارنس» (John Laird Mair Lawrence) یا «بارون لارنس اَوَّل» (1st Baron Lawrence) همچنین شناخته‌شده با نام «سر جان لارنس»، دولتمرد برجستهٔ اهل پادشاهی متحد بریتانیای کبیر و ایرلند بود. او از سال ۱۸۶۴ تا ۱۸۶۹ به عنوان نایب‌السلطنه هند خدمت کرد.
او داری عناوین و نشان‌های بسیار محترم، بارونت، نشان حمام، نشان ستارهٔ هند و همین‌طور عضو شورای خصوصی بریتانیا بود.

## اوایل زندگی
لارنس در ریچموند یورکشایر شمالی زاده شد. او کوچک‌ترین پسر یک خانوادهٔ پروتستان ایردلندی-اسکاتلندی بود. مادرش لتیتیا ناکس (Letitia Knox) از شهر دانیگول بود درحالی‌که پدرش از اهالی کولرین در منطقهٔ لندندری بود. لارنس سال‌های ابتدایی خود را در دری، شهری در استان اولستر در بخش شمالی ایرلند گذراند و در کالج فویل و مدرسهٔ رَکسهال (Wraxhall) در باث، سامرست تحصیل کرد. پدر وی در ارتش به عنوان سرباز نیروی زمینی بریتانیا خدمت کرده‌بود همچنین او دو برادر بزرگتر به نام‌های سر جورج لارنس و سر هنری لارنس داشت.
در سن شانزده سالگی باوجود تمایل به داشتن یک شغل نظامی همچون برادران، پدرش او را در کالج کمپانی هند شرقی، هیلی‌بوری ثبت‌نام کرد زیرا معتقد بود یک کارمند دولت وجههٔ بهتری دارد. او به مدت دو سال در هیلی‌بوری حضور داشت، جایی که به گفتهٔ خودش نه زیاد مشغول و نه زیاد بی‌کار بود بااین‌وجود برندهٔ جوایزی در تاریخ، اقتصاد سیاسی و زبان بنگالی شد.